# Virieu-le-Grand

Virieu-le-Grand este o comună în departamentul Ain din estul Franței.